# مارتن بالمر
مارتن بالمر (بالإنجليزية: Martin Palmer)‏ هو مستشرق بريطاني، ولد في 14 أكتوبر 1953.